# Acanthaxius polychaetes
Acanthaxius polychaetes is een tienpotigensoort uit de familie van de Axiidae. De wetenschappelijke naam van de soort is voor het eerst geldig gepubliceerd in 1994 door Sakai.